# Anthony Suau
Anthony Suau (Peoria, 1956) è un fotografo statunitense.

## Biografia
Nel corso della sua carriera, Suau ha lavorato per il Chicago Sun Times e per il Denver Post.
Dal 1991 al 2009 è stato un fotografo a contratto, ed ha pubblicato diversi libri, tra cui Beyond the Fall, un progetto fotografico di 10 anni raffigurante la transizione del blocco orientale a partire dalla Caduta del muro di Berlino, e Fear This, relativo alla guerra di immagini e slogan che si svolge nelle case, mentre l'America è in guerra con l'Iraq.
Altri suoi lavori sono apparsi sulle riviste National Geographic, Paris Match, Stern, The New York Times, London Sunday Times, Life, e molte altre pubblicazioni in tutto il mondo.
Nel 2009 ha cofondato il collettivo non profit "Facing Change: Documenting America" insieme ad un gruppo di fotografi e scrittori socialmente attivi, il cui scopo è documentare i problemi che devono affrontare gli Stati Uniti in un periodo di incertezza economica.
Attualmente vive a New York.

## Riconoscimenti
Nel 1984 ha vinto un premio Pulitzer per la fotografia per il suo lavoro in Etiopia, ed un World Press Photo of the Year nel 1987, per una fotografia scattata durante una manifestazione in Corea del Sud, la Robert Capa Gold Medal nel 1995 per le sue foto della Cecenia, e un secondo World Press Photo of the Year nel 2008, per una fotografia scattata a Cleveland, raffigurante un ufficiale intento ad ispezionare una abitazione. Nel 2010 gli è stato assegnato un Emmy Award per un Web Documentary realizzato sulla base di alcune fotografie da lui scattate durante la Caduta del muro di Berlino nel novembre 1989.